# Vivian Benítez
Vivián Benítez (sinh ngày 1 tháng 10 năm 1970 tại Asunción) là một nữ hoàng sắc đẹp, người mẫu và người dẫn chương trình truyền hình người Paraguay, được trao vương miện Hoa hậu Paraguay 1991.

## Các cuộc thi hoa hậu
Vivian được trao vương miện Hoa hậu Paraguay trong một cuộc thi hoa hậu cùng tên, được tổ chức tại đất nước bà trong năm 1991. Sau đó vào ngày 17 tháng 5 cùng năm bà tham gia cuộc thi Hoa hậu Hoàn vũ được tổ chức tại Las Vegas, Nevada, Hoa Kỳ. Bà lọt vào Top 10 thí sinh chung cuộc, là người Paraguay đầu tiên trong 27 năm nắm giữ vị trí đó (Lần cuối cùng một người Paraguay tham gia và lọt vào bán kết là năm 1964), ngoài ra, bà xếp hạng 2 trong giải thưởng Trang phục Quốc gia, xếp sau Hoa hậu Colombia.

## Cuộc sống cá nhân
Vivian là một sinh viên Luật khi tham gia vào cuộc thi Hoa hậu Paraguay và Hoa hậu Hoàn vũ, tuy nhiên, sau đó bà tiếp tục theo học sau khi đoạt giải. Bà là một giáo viên diễn thuyết, ngâm thơ đã được chứng nhận và đã nghiên cứu Lịch sử Nghệ thuật và Báo chí ở Mỹ.
Năm 1992, bà kết hôn với nhà ngoại giao và luật sư José Antonio Dos Santos. Họ nuôi dạy 2 đứa trẻ: José Antonio (19 tuổi) và María Virginia (16 tuổi). Cặp đôi đã ly dị vào năm 2011. Trong vài năm qua Vivian đã làm việc trong vai trò một người phỏng vấn truyền hình trực tiếp ở Kênh 5 của Paraguay và Kênh 13. Sau đó, bà gia nhập đội ngũ nhân viên phỏng vấn truyền hình trực tiếp của Paravisión, nơi bà thực hiện công việc của mình tại chương trình buổi sáng "Buenos días Paraguay".
Hiện tại bà là một người dẫn phỏng vấn trực tiếp cho chương trình truyền hình: "El mañanero".